# Krzepice
Krzepice là một thị trấn thuộc huyện Kłobucki, tỉnh Śląskie ở nam Ba Lan. Thị trấn có diện tích 28 km². Đến ngày 1 tháng 1 năm 2011, dân số của thị trấn là 4472 người và mật độ 162 người/km².